# Karl von Weizsäcker
Karl Hugo von Weizsäcker, född den 25 februari 1853 i Stuttgart, död där den 2 februari 1926, var en tysk friherre och politiker, son till Carl Heinrich Weizsäcker, måg till Viktor von Meibom och far till Ernst von Weizsäcker. 
Weizsäcker blev 1901 württembergsk kultusminister och var 1906-18 utrikesminister och minister för kungliga huset samt konseljpresident. Som kultusminister gjorde han sig förtjänt om utvecklingen av Württembergs skolväsen. Under första världskriget motsatte han sig i det längsta undervattensbåtskrigets skärpning.